# Лукашовиці
Лукашовиці (пол. Łukaszowice) — село в Польщі, у гміні Сехниці Вроцлавського повіту Нижньосілезького воєводства.
Населення — 193 особи (2011).

## Демографія
Демографічна структура станом на 31 березня 2011 року:
|          | Загалом | Допрацездатний вік | Працездатний вік | Постпрацездатний вік |
| -------- | ------- | ------------------ | ---------------- | -------------------- |
| Чоловіки | 96      | 20                 | 61               | 15                   |
| Жінки    | 97      | 21                 | 53               | 23                   |
| Разом    | 193     | 41                 | 114              | 38                   |